# Ben Dolic
Benjamin Dolić (Ljubljana, 4 de maig del 1997), més conegut com a Ben Dolic, és un cantant eslovè.

## Biografia
Als dotze anys, Dolic va participar en la caça de talent eslovè Slovenija ima talent. Va acabar en la semifinal. Quan estava al col·legi, va formar part del grup musical D Base. El 2016 va participar amb aquest grup a la preselecció eslovena del Festival de la Cançó d'Eurovisió amb la cançó Spet živ. Va ser eliminat abans la final. El 2018 Dolic va participar en The Voice of Germany. Va arribar en segon lloc, després el guanyador Samuel Rösch.
El 2020, Dolic va ser elegit internament per representar Alemanya al Festival de la Cançó d'Eurovisió 2020. No obstant això, el festival va ser cancel·lat per la pandèmia per coronavirus de 2019-2020.